# ヒュンダイ・デルタエンジン
ヒュンダイ・デルタエンジン (ギリシア語: δ、ギリシア語ラテン翻字: Delta)は、現代自動車が開発し生産していた、同社初の独自開発水冷V型6気筒ガソリンエンジン。
1998年、3代目ヒュンダイ・グレンジャー（XG）と4代目ヒュンダイ・ソナタ（EF）のエンジンとしてデビューし、初代と2代目ヒュンダイ・クーペやヒュンダイ・サンタフェなどに採用されていて、さらに可変バルブ機構を装備したミューエンジンが2005年デビュー、4代目ヒュンダイ・グレンジャーなどに2011年まで搭載されていた。
後継はラムダエンジン。

## 諸性能

### G6BA
| シリンダー配置 | V型6気筒DOHC24バルブ             |
| 排気量         | 2,656 cc                         |
| ボア           | 86.7 mm                          |
| ストローク     | 75 mm                            |
| 圧縮比         | 10.0：1                          |
| 燃料噴射装置   | MPI                              |
| 最高出力       | 128 kW（172 PS）/ 6,000 rpm      |
| 最高トルク     | 181 N·m（18.5 kgf·m）/ 4,000 rpm |

### G4BV
| シリンダー配置 | V型6気筒DOHC24バルブ             |
| 排気量         | 2,493 cc                         |
| ボア           | 84 mm                            |
| ストローク     | 75 mm                            |
| 圧縮比         | 10.0：1                          |
| 燃料噴射装置   | MPI                              |
| 最高出力       | 121 kW（168 PS）/ 6,000 rpm      |
| 最高トルク     | 167 N·m（17.0 kgf·m）/ 4,000 rpm |